# Hung Ta Chang
Hung Ta Chang (o Hong Da Zhang, translitera del chino 张宏达) ( 1914 ) es un botánico chino, que ha trabajado extensamente en el "Instituto de Botánica", de la Academia China de las Ciencias.

## Algunas publicaciones
- 1998. Flora Reipublicae popularis sinicae: delectis florae Reipublicae popularis sinicae. 'Angiospermae' : 'Dicotyledoneae' : 'Theaceae' (1) : 'Theoideae'. Con Ren Shangxiang. Vol. 49 Flora reipublicae popularis Sinicae. Ed. Science Press, 281 pp. ISBN 7030062655, ISBN 9787030062659

- 1981. A Taxonomy of the Genus Camellia. Ed. Staff of the J. of Sun Yatsen University, 180 pp.

- 1979. Angiospermae: Dicotyledoneae ; Pittosporaceae, Hamamelidaceae, Eucommiaceae, Platanaceae. Vol. 35 Flora Reipublicae Popularis Sinicae / delectis florae Reipublicae Popularis Sinicae agendae Academiae Sinicae edita. Con Zhongguo-Kexueyuan. 130 pp.

- La abreviatura «Hung T.Chang» se emplea para indicar a Hung Ta Chang como autoridad en la descripción y clasificación científica de los vegetales.[3]